# Općina Cirkulane
Općina Cirkulane (slo.:Občina Cirkulane) je općina u sjeveroistočnoj Sloveniji u pokrajini Štajerskoj i statističkoj regiji Podravskoj. Središte općine je naselje Cirkulane s 362 stanovnika. Općina je nastala 1. ožujka 2006. godine izdvajanjem iz općine Gorišnica.

## Zemljopis
Općina Cirkulane nalazi se u istočnom dijelu Slovenije u području poznatome kao Haloze na granici s Hrvatskom. 

## Naselja u općini
Brezovec, Cirkulane, Dolane, Gradišča, Gruškovec, Mali Okič, Medribnik, Meje, Paradiž, Pohorje, Pristava, Slatina, Veliki Vrh

## Vanjske poveznice
- Službena stranica općine